# Сухрінське
Су́хрінське (рос. Сухринское) — село у складі Шадрінського району Курганської області, Росія. Адміністративний центр Сухрінської сільської ради.
Населення — 613 осіб (2010, 693 у 2002).
Національний склад станом на 2002 рік: росіяни — 93 %.